# Маги Де Блок
Маги Де Блок (на нидерландски: Maggie De Block) е фламандски политик от партията „Открити фламандски либерали и демократи“.

## Биография
Тя е родена на 28 април 1962 година в Мерхтем, Фламандски Брабант. Завършва медицина в Брюкселския свободен университет, след което работи като общопрактикуващ лекар.
От 1999 година е депутат във федералната Камара на представителите от избирателния район Брюксел-Хале-Вилворде. От декември 2011 година е държавен секретар по убежището и миграцията, социалната интеграция и борбата с бедността в правителството на Елио Ди Рупо. През 2012 година става заместник-председател на „Открити фламандски либерали и демократи“.
Анкети от края на 2013 година я сочат като най-популярния фламандски политик.
1. ↑  www.deblock.belgium.be //   Посетен на 19 октомври 2018 г.